# Vilianga-Gourma
Ne doit pas être confondu avec Vilianga-Mossi.
Vilianga-Gourma est une commune située dans le département de Soudougui de la province de Koulpélogo dans la région du Centre-Est au Burkina Faso.